# Heizwerk Scharnhorststraße
Das Heizwerk Scharnhorststraße ist ein Blockheizkraftwerk (BHWK) im Berliner Ortsteil Mitte, das von BEW Berliner Energie und Wärme GmbH betrieben wird.
Das Blockheizkraftwerk unterstützt als Spitzenlastkraftwerk, ab Außentemperaturen von unter 7 Grad Celsius, das Heizkraftwerk Berlin-Mitte. Es stehen insgesamt vier Heißwassererzeuger und ein Blockheizkraftwerk mit einer Heizleistung von 0,6 MW elektrischer Leistung und 161,6 MW thermischer Leistung zur Verfügung, die allesamt mit Erdgas gefeuert werden.
Neben der Charité versorgt das Blockheizkraftwerk das Bundeswehrkrankenhaus Berlin, das Bundesministerium für Wirtschaft und Energie, das Naturkundemuseum, Bürobauten der Deutschen Bahn am Nordbahnhof und Wohnhäuser. Die nahegelegene Zentrale des Bundesnachrichtendienstes hingegen hat eine autarke Wärmeversorgung. Für die Versorgung der Berliner Europacity wurde das Blockheizkraftwerk erweitert.
Der 150 Meter hohe Schornstein des Blockheizkraftwerks war das zweithöchste Bauwerk in Berlin-Mitte nach dem Berliner Fernsehturm.

## Geschichte
Das 1979 in Betrieb gegangene Blockheizkraftwerk wurde unter anderem für die Fernwärmeversorgung der Charité erbaut. 
2013 wurde für 3,5 Millionen Euro drei neue Heißwasser-Erzeuger in Betrieb genommen. Jeder von ihnen fasst 80 Kubikmeter Wasser. Diese werden mit Erdgas befeuert. Die Nutzung von schwerem Heizöl wurde gleichzeitig aufgegeben, und der letzte verbliebene, der beiden ursprünglich vorhandenen Heizöltanks, zurückgebaut.
Bis 2017 wurde im Blockheizkraftwerk eine Gasturbine errichtet. Seitdem liefert das Blockheizkraftwerk auch elektrische Energie.
Der 150 Meter hohe Schornstein des Blockheizkraftwerks wird bis 2025 zurückgebaut. Zwei neue Schornsteine mit einer Höhe von 35 Metern sind bereits seit Herbst 2023 in Betrieb.